# Burgui
Burgui (baskijski: Burgi) – gmina w Hiszpanii, w Nawarze, o powierzchni 64,33 km². W 2011 roku gmina liczyła 237 mieszkańców.